# Globo de Ouro de melhor filme de comédia ou musical
Esta é uma lista com os filmes premiados com o prêmio Globo de Ouro de melhor produção do gênero de comédia ou musical.

## 1951-1957
| Ano  | Filme                            | Diretor                          | Produtor                            |
| ---- | -------------------------------- | -------------------------------- | ----------------------------------- |
| 1951 | An American in Paris             | Vincente Minnelli                | Arthur Freed                        |
| 1952 | With a Song in My Heart          | Walter Lang                      | Lamar Trotti                        |
| 1952 | Hans Christian Andersen          | Charles Vidor                    | Samuel Goldwyn                      |
| 1952 | I'll See You in My Dreams        | Michael Curtiz                   | Louis F. Edelman                    |
| 1952 | Singin' in the Rain              | Stanley Donen & Gene Kelly       | Arthur Freed                        |
| 1952 | Stars and Stripes Forever        | Henry Koster                     | Lamar Trotti                        |
| 1953 | Nenhuma premiação foi concedida. | Nenhuma premiação foi concedida. | Nenhuma premiação foi concedida.    |
| 1954 | Carmen Jones                     | Otto Preminger                   | Otto Preminger                      |
| 1955 | Guys and Dolls                   | Joseph L. Mankiewicz             | Samuel Goldwyn                      |
| 1956 | The King and I                   | Walter Lang                      | Charles Brackett & Darryl F. Zanuck |
| 1956 | Bus Stop                         | Joshua Logan                     | Buddy Adler                         |
| 1956 | The Opposite Sex                 | David Miller                     | Joe Pasternak                       |
| 1956 | The Solid Gold Cadillac          | Richard Quine                    | Fred Kohlmar                        |
| 1956 | The Teahouse of the August Moon  | Daniel Mann                      | Jack Cummings                       |
| 1957 | Les Girls                        | George Cukor                     | Saul Chaplin & Sol C. Siegel        |
| 1957 | Don't Go Near the Water          | Charles Walters                  | Lawrence Weingarten                 |
| 1957 | Love in the Afternoon            | Billy Wilder                     | Billy Wilder                        |
| 1957 | Pal Joey                         | George Sidney                    | Fred Kohlmar                        |
| 1957 | Silk Stockings                   | Rouben Mamoulian                 | Producer                            |

## 1958-1962
| Ano  | Comédia                | Diretor                      | Produtor                                                      | Musical                                   | Diretor                       | Produtor                                                          |
| ---- | ---------------------- | ---------------------------- | ------------------------------------------------------------- | ----------------------------------------- | ----------------------------- | ----------------------------------------------------------------- |
| 1958 | Auntie Mame            | Morton DaCosta               | Morton DaCosta                                                | Gigi                                      | Vincente Minnelli             | Arthur Freed                                                      |
| 1958 | Bell, Book and Candle  | Richard Quine                | Julian Blaustein                                              | Damn Yankees                              | George Abbott & Stanley Donen | George Abbott, Stanley Donen, Robert E. Griffith, & Harold Prince |
| 1958 | Indiscreet             | Stanley Donen                | Norman Krasna                                                 | South Pacific                             | Joshua Logan                  | Buddy Adler                                                       |
| 1958 | Me and the Colonel     | Peter Glenville              | William Goetz                                                 | "tom thumb"                               | George Pal                    | George Pal                                                        |
| 1958 | The Perfect Furlough   | Blake Edwards                | Robert Arthur                                                 |                                           |                               |                                                                   |
| 1959 | Some Like It Hot       | Billy Wilder                 | Billy Wilder                                                  | Porgy and Bess                            | Otto Preminger                | Samuel Goldwyn                                                    |
| 1959 | But Not for Me         | Walter Lang                  | William Perlberg & George Seaton                              | The Five Pennies                          | Melville Shavelson            | Jack Rose                                                         |
| 1959 | Operation Petticoat    | Blake Edwards                | Robert Arthur                                                 | Li'l Abner                                | Melvin Frank                  | Norman Panama                                                     |
| 1959 | Pillow Talk            | Michael Gordon               | Ross Hunter & Martin Melcher                                  | A Private's Affair                        | Director                      | Producer                                                          |
| 1959 | Who Was That Lady?     | George Sidney                | Norman Krasna                                                 | Say One for Me                            | Frank Tashlin                 | Frank Tashlin                                                     |
| 1960 | The Apartment          | Billy Wilder                 | Billy Wilder                                                  | Song Without End                          | George Cukor & Charles Vidor  | William Goetz                                                     |
| 1960 | The Facts of Life      | Melvin Frank & Norman Panama | Melvin Frank & Norman Panama                                  | Bells Are Ringing                         | Vincente Minnelli             | Arthur Freed                                                      |
| 1960 | The Grass Is Greener   | Stanley Donen                | Stanley Donen & James H. Ware                                 | Can-Can                                   | Walter Lang                   | Saul Chaplin & Jack Cummings                                      |
| 1960 | It Started in Naples   | Melville Shavelson           | Jack Rose                                                     | Let's Make Love                           | George Cukor                  | Jerry Wald                                                        |
| 1960 | Our Man in Havana      | Carol Reed                   | Carol Reed                                                    | Pepe                                      | George Sidney                 | George Sidney                                                     |
| 1961 | A Majority of One      | Mervyn LeRoy                 | Producer                                                      | West Side Story                           | Jerome Robbins & Robert Wise  | Robert Wise                                                       |
| 1961 | Breakfast at Tiffany's | Blake Edwards                | Martin Jurow & Richard Shepherd                               | Babes in Toyland                          | Jack Donohue                  | Walt Disney                                                       |
| 1961 | One, Two, Three        | Billy Wilder                 | Billy Wilder                                                  | Flower Drum Song                          | Henry Koster                  | Ross Hunter                                                       |
| 1961 | The Parent Trap        | David Swift                  | Walt Disney & George Golitzen                                 |                                           |                               |                                                                   |
| 1961 | Pocketful of Miracles  | Frank Capra                  | Frank Capra                                                   |                                           |                               |                                                                   |
| 1962 | That Touch of Mink     | Delbert Mann                 | Robert Arthur, Martin Melcher, Edward Muhl, & Stanley Shapiro | The Music Man                             | Morton DaCosta                | Morton DaCosta                                                    |
| 1962 | The Best of Enemies    | Director                     | Producer                                                      | Billy Rose's Jumbo                        | Charles Walters               | Martin Melcher & Joe Pasternak                                    |
| 1962 | Boys' Night Out        | Michael Gordon               | Martin Ransohoff                                              | Girls! Girls! Girls!                      | Norman Taurog                 | Hal B. Wallis                                                     |
| 1962 | If a Man Answers       | Henry Levin                  | Ross Hunter                                                   | Gypsy                                     | Mervyn LeRoy                  | Mervyn LeRoy                                                      |
| 1962 | Period of Adjustment   | George Roy Hill              | Lawrence Weingarten                                           | The Wonderful World of the Brothers Grimm | Henry Levin & George Pal      | George Pal                                                        |

## 1963-1969
| Ano  | Filme                                            | Diretor              | Produtor                                                                              |
| ---- | ------------------------------------------------ | -------------------- | ------------------------------------------------------------------------------------- |
| 1963 | Tom Jones                                        | Tony Richardson      | Michael Balcon, Michael Holden, Oscar Lewenstein, & Tony Richardson                   |
| 1963 | Bye Bye Birdie                                   | George Sidney        | Irving Brecher & Michael Stewart                                                      |
| 1963 | Irma la Douce                                    | Billy Wilder         | Edward L. Alperson, I.A.L. Diamond, Doane Harrison, Alexandre Trauner, & Billy Wilder |
| 1963 | It's a Mad, Mad, Mad, Mad World                  | Stanley Kramer       | Stanley Kramer                                                                        |
| 1963 | A Ticklish Affair                                | Director             | Producer                                                                              |
| 1963 | Under the Yum Yum Tree                           | David Swift          | David Swift                                                                           |
| 1964 | My Fair Lady                                     | George Cukor         | Jack Warner                                                                           |
| 1964 | Father Goose                                     | Ralph Nelson         | Robert Arthur                                                                         |
| 1964 | Mary Poppins                                     | Robert Stevenson     | Walt Disney                                                                           |
| 1964 | The Unsinkable Molly Brown                       | Charles Walters      | Lawrence Weingarten                                                                   |
| 1964 | The World of Henry Orient                        | George Roy Hill      | Jerome Hellman                                                                        |
| 1965 | The Sound of Music                               | Robert Wise          | Robert Wise                                                                           |
| 1965 | Cat Ballou                                       | Elliot Silverstein   | Walter Newman                                                                         |
| 1965 | The Great Race                                   | Blake Edwards        | Martin Jurow                                                                          |
| 1965 | Those Magnificent Men in Their Flying Machines   | Ken Annakin          | Stan Margulies                                                                        |
| 1965 | A Thousand Clowns                                | Fred Coe             | Fred Coe                                                                              |
| 1966 | The Russians Are Coming, the Russians Are Coming | Norman Jewison       | Norman Jewison                                                                        |
| 1966 | A Funny Thing Happened on the Way to the Forum   | Richard Lester       | Melvin Frank                                                                          |
| 1966 | Gambit                                           | Ronald Neame         | Leo L. Fuchs                                                                          |
| 1966 | Not with My Wife, You Don't!                     | Norman Panama        | Norman Panama                                                                         |
| 1966 | You're a Big Boy Now                             | Francis Ford Coppola | Phil Feldman                                                                          |
| 1967 | The Graduate                                     | Mike Nichols         | Joseph E. Levine & Lawrence Turman                                                    |
| 1967 | Camelot                                          | Joshua Logan         | Jack Warner                                                                           |
| 1967 | Doctor Dolittle                                  | Richard Fleischer    | Arthur P. Jacobs                                                                      |
| 1967 | The Taming of the Shrew                          | Franco Zeffirelli    | Producer                                                                              |
| 1967 | Thoroughly Modern Millie                         | George Roy Hill      | Ross Hunter                                                                           |
| 1968 | Oliver!                                          | Carol Reed           | John Woolf                                                                            |
| 1968 | Finian's Rainbow                                 | Francis Ford Coppola | Joseph Landon                                                                         |
| 1968 | Funny Girl                                       | William Wyler        | Ray Stark                                                                             |
| 1968 | The Odd Couple                                   | Gene Saks            | Howard W. Koch                                                                        |
| 1968 | Yours, Mine and Ours                             | Melville Shavelson   | Robert F. Blumofe                                                                     |
| 1969 | The Secret of Santa Vittoria                     | Stanley Kramer       | George Glass & Stanley Kramer                                                         |
| 1969 | Cactus Flower                                    | Gene Saks            | M.J. Frankovich                                                                       |
| 1969 | Goodbye, Columbus                                | Larry Peerce         | Stanley R. Jaffe                                                                      |
| 1969 | Hello, Dolly!                                    | Gene Kelly           | Ernest Lehman                                                                         |
| 1969 | Paint Your Wagon                                 | Joshua Logan         | Alan Jay Lerner                                                                       |

## 1970s
| Ano  | Filme                          | Diretor                    | Produtor                                           |
| ---- | ------------------------------ | -------------------------- | -------------------------------------------------- |
| 1970 | MASH                           | Robert Altman              | Ingo Preminger                                     |
| 1970 | Darling Lili                   | Blake Edwards              | Blake Edwards                                      |
| 1970 | Diary of a Mad Housewife       | Frank Perry                | Frank Perry                                        |
| 1970 | Lovers and Other Strangers     | Cy Howard                  | David Susskind                                     |
| 1970 | Scrooge                        | Ronald Neame               | Robert H. Solo                                     |
| 1971 | Fiddler on the Roof            | Norman Jewison             | Norman Jewison                                     |
| 1971 | The Boy Friend                 | Ken Russell                | Harry Benn & Ken Russell                           |
| 1971 | Kotch                          | Jack Lemmon                | Producer                                           |
| 1971 | A New Leaf                     | Elaine May                 | Hillard Elkins                                     |
| 1971 | Plaza Suite                    | Arthur Hiller              | Howard W. Koch                                     |
| 1972 | Cabaret                        | Bob Fosse                  | Cy Feuer                                           |
| 1972 | Avanti!                        | Billy Wilder               | Billy Wilder                                       |
| 1972 | Butterflies Are Free           | Milton Katselas            | M.J. Frankovich                                    |
| 1972 | 1776                           | Peter H. Hunt              | Jack Warner                                        |
| 1972 | Travels with My Aunt           | George Cukor               | James Cresson & Robert Fryer                       |
| 1973 | American Graffiti              | George Lucas               | Francis Ford Coppola & Gary Kurtz                  |
| 1973 | Jesus Christ Superstar         | Norman Jewison             | Norman Jewison, Patrick Palmer, & Robert Stigwood  |
| 1973 | Paper Moon                     | Peter Bogdanovich          | Peter Bogdanovich & Frank Marshall                 |
| 1973 | Tom Sawyer                     | Don Taylor                 | Frank Capra Jr. & Arthur P. Jacobs                 |
| 1973 | A Touch of Class               | Melvin Frank               | Melvink Frank                                      |
| 1974 | The Longest Yard               | Robert Aldrich             | Albert S. Ruddy                                    |
| 1974 | The Front Page                 | Billy Wilder               | Paul Monash                                        |
| 1974 | Harry and Tonto                | Paul Mazursky              | Paul Mazursky                                      |
| 1974 | The Little Prince              | Stanley Donen              | Stanley Donen                                      |
| 1974 | The Three Musketeers           | Richard Lester             | Alexander Salkind, Ilya Salkind, & Pierre Spengler |
| 1975 | The Sunshine Boys              | Herbert Ross               | Ray Stark                                          |
| 1975 | Funny Lady                     | Herbert Ross               | Ray Stark                                          |
| 1975 | The Return of the Pink Panther | Blake Edwards              | Blake Edwards                                      |
| 1975 | Shampoo                        | Hal Ashby                  | Warren Beatty                                      |
| 1975 | Tommy                          | Ken Russell                | Ken Russell & Robert Stigwood                      |
| 1976 | A Star Is Born                 | Frank Pierson              | Jon Peters                                         |
| 1976 | Bugsy Malone                   | Alan Parker                | Alan Marshall                                      |
| 1976 | The Pink Panther Strikes Again | Blake Edwards              | Blake Edwards                                      |
| 1976 | The Ritz                       | Richard Lester             | Producer                                           |
| 1976 | Silent Movie                   | Mel Brooks                 | Michael Hertzberg                                  |
| 1977 | The Goodbye Girl               | Herbert Ross               | Ray Stark                                          |
| 1977 | Annie Hall                     | Woody Allen                | Charles H. Joffe                                   |
| 1977 | High Anxiety                   | Mel Brooks                 | Mel Brooks                                         |
| 1977 | New York, New York             | Martin Scorsese            | Robert Chartoff & Irwin Winkler                    |
| 1977 | Saturday Night Fever           | John Badham                | Robert Stigwood                                    |
| 1978 | Heaven Can Wait                | Warren Beatty & Buck Henry | Warren Beatty                                      |
| 1978 | California Suite               | Herbert Ross               | Ray Stark                                          |
| 1978 | Foul Play                      | Colin Higgins              | Edward K. Milkins & Thomas L. Miller               |
| 1978 | Grease                         | Randal Kleiser             | Allan Carr & Robert Stigwood                       |
| 1978 | Movie Movie                    | Stanley Donen              | Stanley Donen                                      |
| 1979 | Breaking Away                  | Peter Yates                | Steve Tesich                                       |
| 1979 | Being There                    | Hal Ashby                  | Andrew Braunsberg                                  |
| 1979 | Hair                           | Milos Forman               | Michael Butler & Lester Persky                     |
| 1979 | The Rose                       | Mark Rydell                | Anthony Ray, Aaron Russo, & Marvin Worth           |
| 1979 | 10                             | Blake Edwards              | Tony Adams & Blake Edwards                         |

## 1980s
| Anowhor | Filme                               | Diretor                                   | Produtor                                                      |
| ------- | ----------------------------------- | ----------------------------------------- | ------------------------------------------------------------- |
| 1980    | Coal Miner's Daughter               | Michael Apted                             | Bernard Schwartz                                              |
| 1980    | Airplane!                           | Jim Abrahams, David Zucker & Jerry Zucker | Jon Davison & Howard W. Koch                                  |
| 1980    | Fame                                | Alan Parker                               | David De Silva & Alan Marshall                                |
| 1980    | The Idolmaker                       | Taylor Hackford                           | Gene Kirkwood & Howard W. Koch Jr.                            |
| 1980    | Melvin and Howard                   | Jonathan Demme                            | Art Linson & Don Phillips                                     |
| 1981    | Arthur                              | Steve Gordon                              | Steve Gordon                                                  |
| 1981    | The Four Seasons                    | Alan Alda                                 | Martin Bergman                                                |
| 1981    | Pennies from Heaven                 | Herbert Ross                              | Nora Kaye, Rick McCallum, & Herbert Ross                      |
| 1981    | S.O.B.                              | Blake Edwards                             | Tony Adams & Blake Edwards                                    |
| 1981    | Zoot Suit                           | Luis Valdez                               | Peter Burrell                                                 |
| 1982    | Tootsie                             | Sydney Pollack                            | Sydney Pollack & Dick Richards                                |
| 1982    | The Best Little Whorehouse in Texas | Colin Higgins                             | Robert L. Boyett & Colin Higgins                              |
| 1982    | Diner                               | Barry Levinson                            | Jerry Weintraub                                               |
| 1982    | My Favorite Year                    | Richard Benjamin                          | Michael Gruskoff                                              |
| 1982    | Victor/Victoria                     | Blake Edwards                             | Tony Adams & Blake Edwards                                    |
| 1983    | Yentl                               | Barbra Streisand                          | Larry DeWaay, Rusty Lemorande, & Barbra Streisand             |
| 1983    | The Big Chill                       | Lawrence Kasdan                           | Michael Shamberg                                              |
| 1983    | Flashdance                          | Adrian Lyne                               | Jerry Bruckheimer & Don Simpson                               |
| 1983    | Trading Places                      | John Landis                               | George Folsey Jr., Aaron Russo, Irwin Russo, & Sam Williams   |
| 1983    | Zelig                               | Woody Allen                               | Robert Greenhut                                               |
| 1984    | Romancing the Stone                 | Robert Zemeckis                           | Michael Douglas                                               |
| 1984    | Beverly Hills Cop                   | Martin Brest                              | Jerry Bruckheimer & Don Simpson                               |
| 1984    | Ghostbusters                        | Ivan Reitman                              | Bernie Brillstein & Ivan Reitman                              |
| 1984    | Micki + Maude                       | Blake Edwards                             | Tony Adams, Lou Antonio, Trish Caroselli, & Jonathan D. Krane |
| 1984    | Splash                              | Ron Howard                                | Brian Grazer                                                  |
| 1985    | Prizzi's Honor                      | John Huston                               | John Foreman                                                  |
| 1985    | Back to the Future                  | Robert Zemeckis                           | Neil Canton & Bob Gale                                        |
| 1985    | A Chorus Line                       | Richard Attenborough                      | Cy Feuer                                                      |
| 1985    | Cocoon                              | Ron Howard                                | David Brown & Richard D. Zanuck                               |
| 1985    | The Purple Rose of Cairo            | Woody Allen                               | Robert Greenhut                                               |
| 1986    | Hannah and Her Sisters              | Woody Allen                               | Robert Greenhut                                               |
| 1986    | Crimes of the Heart                 | Bruce Beresford                           | Freddie Fields                                                |
| 1986    | Down and Out in Beverly Hills       | Paul Mazursky                             | Pato Guzman & Paul Mazursky                                   |
| 1986    | Little Shop of Horrors              | Frank Oz                                  | David Geffen                                                  |
| 1986    | Peggy Sue Got Married               | Francis Ford Coppola                      | Paul R. Gurian                                                |
| 1987    | Hope and Glory                      | John Boorman                              | John Boorman & Michael Dryhurst                               |
| 1987    | Baby Boom                           | Charles Shyer                             | Bruce A. Block & Nancy Meyers                                 |
| 1987    | Broadcast News                      | James L. Brooks                           | James L. Brooks                                               |
| 1987    | Dirty Dancing                       | Emile Ardolino                            | Linda Gottlieb                                                |
| 1987    | Moonstruck                          | Norman Jewison                            | Norman Jewison                                                |
| 1988    | Working Girl                        | Mike Nichols                              | Douglas Wick                                                  |
| 1988    | Big                                 | Penny Marshall                            | James L. Brooks & Robert Greenhut                             |
| 1988    | A Fish Called Wanda                 | Charles Crichton                          | Michael Shamberg                                              |
| 1988    | Midnight Run                        | Martin Brest                              | Martin Brest                                                  |
| 1988    | Who Framed Roger Rabbit             | Richard Williams & Robert Zemeckis        | Frank Marshall & Robert Watts                                 |
| 1989    | Driving Miss Daisy                  | Bruce Beresford                           | Lili Fini Zanuck & Richard D. Zanuck                          |
| 1989    | The Little Mermaid                  | Ron Clements & John Musker                | Howard Ashman, Ron Clements, & John Musker                    |
| 1989    | Shirley Valentine                   | Lewis Gilbert                             | Lewis Gilbert                                                 |
| 1989    | The War of the Roses                | Danny DeVito                              | James L. Brooks & Arnon Milchan                               |
| 1989    | When Harry Met Sally                | Rob Reiner                                | Rob Reiner & Andrew Scheinman                                 |

## 1990s
| Ano  | Filme                                            | Diretor                         | Produtor                                                                                      |
| ---- | ------------------------------------------------ | ------------------------------- | --------------------------------------------------------------------------------------------- |
| 1990 | Green Card                                       | Peter Weir                      | Peter Weir                                                                                    |
| 1990 | Dick Tracy                                       | Warren Beatty                   | Warren Beatty                                                                                 |
| 1990 | Ghost                                            | Jerry Zucker                    | Steven-Charles Jaffe, Lauren Ray, & Bruce Joel Rubin                                          |
| 1990 | Home Alone                                       | Chris Columbus                  | John Hughes                                                                                   |
| 1990 | Pretty Woman                                     | Garry Marshall                  | Laura Ziskin                                                                                  |
| 1991 | Beauty and the Beast                             | Gary Trousdale & Kirk Wise      | Don Hahn                                                                                      |
| 1991 | City Slickers                                    | Ron Underwood                   | Billy Crystal & Irby Smith                                                                    |
| 1991 | The Commitments                                  | Alan Parker                     | Lynda Myles & Roger Randall-Cutler                                                            |
| 1991 | The Fisher King                                  | Terry Gilliam                   | Debra Hill, Tony Mark, & Lynda Obst                                                           |
| 1991 | Fried Green Tomatoes                             | Jon Avnet                       | Jon Avnet & Norman Lear                                                                       |
| 1992 | The Player                                       | Robert Altman                   | David Brown, Michael Tolkin, & Nick Wechsler                                                  |
| 1992 | Aladdin                                          | Ron Clements & John Musker      | Ron Clements & John Musker                                                                    |
| 1992 | Enchanted April                                  | Mike Newell                     | Matthew Hamilton, Simon Relph, Ann Scott, & Mark Shivas                                       |
| 1992 | Honeymoon in Vegas                               | Andrew Bergman                  | Mike Lobell                                                                                   |
| 1992 | Sister Act                                       | Emile Ardolino                  | Scott Rudin & Teri Schwartz                                                                   |
| 1993 | Mrs. Doubtfire                                   | Chris Columbus                  | Produtor                                                                                      |
| 1993 | Dave                                             | Ivan Reitman                    | Ivan Reitman & Lauren Shuler-Donner                                                           |
| 1993 | Much Ado About Nothing                           | Kenneth Branagh                 | Kenneth Branagh, Stephen Evans, & David Parfitt                                               |
| 1993 | Sleepless in Seattle                             | Nora Ephron                     | Gary Foster                                                                                   |
| 1993 | Strictly Ballroom                                | Baz Luhrmann                    | Antoinette Albert & Tristram Miall                                                            |
| 1994 | The Lion King                                    | Roger Allers & Rob Minkoff      | Don Hahn                                                                                      |
| 1994 | The Adventures of Priscilla, Queen of the Desert | Stephan Elliott                 | Al Clark & Michael Hamlyn                                                                     |
| 1994 | Ed Wood                                          | Tim Burton                      | Tim Burton & Denise Di Novi                                                                   |
| 1994 | Four Weddings and a Funeral                      | Mike Newell                     | Duncan Kenworthy                                                                              |
| 1994 | Prêt-à-Porter                                    | Robert Altman                   | Robert Altman & Scott Bushnell                                                                |
| 1995 | Babe                                             | Chris Noonan                    | Catherine Barber, Philip Hearnshaw, Bill Miller, George Miller, Doug Mitchell, & Daphne Paris |
| 1995 | The American President                           | Rob Reiner                      | Barbara Maltby, Charles Newirth, Rob Reiner, & Jeffrey Stott                                  |
| 1995 | Get Shorty                                       | Barry Sonnenfeld                | Danny DeVito, Michael Shamberg, & Stacey Sher                                                 |
| 1995 | Sabrina                                          | Sydney Pollack                  | Sydney Pollack & Scott Rudin                                                                  |
| 1995 | Toy Story                                        | John Lasseter                   | Bonnie Arnold & Ralph Guggenheim                                                              |
| 1996 | Evita                                            | Alan Parker                     | Alan Parker & Robert Stigwood                                                                 |
| 1996 | The Birdcage                                     | Mike Nichols                    | Marcello Danon, Michele Imperato, Neal Machlis, & Mike Nichols                                |
| 1996 | Everyone Says I Love You                         | Woody Allen                     | Robert Greenhut                                                                               |
| 1996 | Fargo                                            | Joel Coen                       | Ethan Coen                                                                                    |
| 1996 | Jerry Maguire                                    | Cameron Crowe                   | James L. Brooks, Cameron Crowe, Laurence Mark, & Richard Sakai                                |
| 1997 | As Good as It Gets                               | James L. Brooks                 | Laura Ziskin                                                                                  |
| 1997 | The Full Monty                                   | Peter Cattaneo                  | Uberto Pasolini                                                                               |
| 1997 | Men in Black                                     | Barry Sonnenfeld                | Laurie MacDonald, Walter F. Parkes, & Steven Spielberg                                        |
| 1997 | My Best Friend's Wedding                         | P.J. Hogan                      | Producer                                                                                      |
| 1997 | Wag the Dog                                      | Barry Levinson                  | Barry Levinson & Robert De Niro                                                               |
| 1998 | Shakespeare in Love †                            | John Madden                     | Donna Gigliotti, Marc Norman, David Parfitt, Harvey Weinstein, & Edward Zwick                 |
| 1998 | Bulworth                                         | Warren Beatty                   | Warren Beatty & Pieter Jan Brugge                                                             |
| 1998 | The Mask of Zorro                                | Martin Campbell                 | Doug Claybourne & David Foster                                                                |
| 1998 | Patch Adams                                      | Tom Shadyac                     | Mike Farrell, Barry Kemp, Marvin Minoff, & Charles Newirth                                    |
| 1998 | Still Crazy                                      | Brian Gibson                    | Amanda Marmot                                                                                 |
| 1998 | There's Something About Mary                     | Bobby Farrelly & Peter Farrelly | Bobby Farrelly & Peter Farrelly                                                               |
| 1999 | Toy Story 2                                      | John Lasseter                   | Karen Robert Jackson & Helene Plotkin                                                         |
| 1999 | Analyze This                                     | Harold Ramis                    | Jane Rosenthal & Paula Weinstein                                                              |
| 1999 | Being John Malkovich                             | Spike Jonze                     | Steve Golin, Vincent Landay, Sandy Stern, & Michael Stipe                                     |
| 1999 | Man on the Moon                                  | Milos Forman                    | Danny DeVito                                                                                  |
| 1999 | Notting Hill                                     | Roger Michell                   | Duncan Kenworthy                                                                              |

## 2000s
| Ano  | Filme                                                                               | Diretor                         | Produtor                                                                                        |
| ---- | ----------------------------------------------------------------------------------- | ------------------------------- | ----------------------------------------------------------------------------------------------- |
| 2000 | Almost Famous                                                                       | Cameron Crowe                   | Ian Bryce & Cameron Crowe                                                                       |
| 2000 | Best in Show                                                                        | Christopher Guest               | Gordon Mark & Karen Murphy                                                                      |
| 2000 | Chicken Run                                                                         | Peter Lord & Nick Park          | Peter Lord, Nick Park, & David Sproxton                                                         |
| 2000 | Chocolat                                                                            | Lasse Hallstrom                 | Harvey Weinstein                                                                                |
| 2000 | O Brother, Where Art Thou?                                                          | Joel Coen                       | Tim Bevan, Ethan Coen, & Eric Fellner                                                           |
| 2001 | Moulin Rouge!                                                                       | Baz Luhrmann                    | Fred Baron, Martin Brown, & Baz Luhrmann                                                        |
| 2001 | Bridget Jones's Diary                                                               | Sharon Maguire                  | Tim Bevan, Jonathan Cavendish, & Eric Fellner                                                   |
| 2001 | Gosford Park                                                                        | Robert Altman                   | Robert Altman, Bob Balaban, & David Levy                                                        |
| 2001 | Legally Blonde                                                                      | Robert Luketic                  | Ric Kidney & Marc E. Platt                                                                      |
| 2001 | Shrek                                                                               | Andrew Adamson & Vicky Jenson   | Jeffrey Katzenberg, Aron Warner, & John H. Williams                                             |
| 2002 | Chicago                                                                             | Rob Marshall                    | Meryl Poster, Martin Richards, Bob Weinstein, Harvey Weinstein, & Craig Zadan                   |
| 2002 | About a Boy                                                                         | Chris Weitz & Paul Weitz        | Tim Bevan, Robert De Niro, Brad Epstein, Eric Fellner, & Jane Rosenthal                         |
| 2002 | Adaptation.                                                                         | Spike Jonze                     | Jonathan Demme, Vincent Landay, & Edward Saxon                                                  |
| 2002 | My Big Fat Greek Wedding                                                            | Joel Zwick                      | Gary Goetzman, Tom Hanks, & Rita Wilson                                                         |
| 2002 | Nicholas Nickleby                                                                   | Douglas McGrath                 | Simon Channing-Williams, John Hart, & Jeffrey Sharp                                             |
| 2003 | Lost in Translation                                                                 | Sofia Coppola                   | Sofia Coppola & Ross Katz                                                                       |
| 2003 | Bend It Like Beckham                                                                | Gurinder Chadha                 | Gurinder Chadha & Deepak Nayar                                                                  |
| 2003 | Big Fish                                                                            | Tim Burton                      | Bruce Cohen, Dan Jinks, & Richard D. Zanuck                                                     |
| 2003 | Finding Nemo                                                                        | Andrew Stanton                  | Graham Walters                                                                                  |
| 2003 | Love Actually                                                                       | Richard Curtis                  | Tim Bevan, Eric Fellner, & Duncan Kenworthy                                                     |
| 2004 | Sideways                                                                            | Alexander Payne                 | Michael London                                                                                  |
| 2004 | Eternal Sunshine of the Spotless Mind                                               | Michel Gondry                   | Anthony Bregman & Steve Golin                                                                   |
| 2004 | The Incredibles                                                                     | Brad Bird                       | John Walker                                                                                     |
| 2004 | The Phantom of the Opera                                                            | Joel Schumacher                 | Andrew Lloyd Webber                                                                             |
| 2004 | Ray                                                                                 | Taylor Hackford                 | Howard Baldwin, Karen Baldwin, Stuart Benjamin, & Taylor Hackford                               |
| 2005 | Walk the Line                                                                       | James Mangold                   | James Keach & Cathy Konrad                                                                      |
| 2005 | Mrs. Henderson Presents                                                             | Stephen Frears                  | Norma Heyman                                                                                    |
| 2005 | Pride & Prejudice                                                                   | Joe Wright                      | Tim Bevan, Eric Fellner, & Paul Webster                                                         |
| 2005 | The Producers                                                                       | Susan Stroman                   | Mel Brooks                                                                                      |
| 2005 | The Squid and the Whale                                                             | Noah Baumbach                   | Wes Anderson                                                                                    |
| 2006 | Dreamgirls                                                                          | Bill Condon                     | Laurence Mark                                                                                   |
| 2006 | Borat! Cultural Learnings of America for Make Benefit Glorious Nation of Kazakhstan | Larry Charles                   | Sacha Baron Cohen & Jay Roach                                                                   |
| 2006 | The Devil Wears Prada                                                               | David Frankel                   | Wendy Finerman & Karen Rosenfelt                                                                |
| 2006 | Little Miss Sunshine                                                                | Jonathan Dayton e Valerie Faris | Albert Berger, David T. Friendly, Peter Saraf, Marc Turtletaub, & Ron Yerxa                     |
| 2006 | Thank You for Smoking                                                               | Jason Reitman                   | Edward R. Pressman & David O. Sacks                                                             |
| 2007 | Sweeney Todd: The Demon Barber of Fleet Street                                      | Tim Burton                      | John Logan, Laurie MacDonald, Walter F. Parkes, & Richard D. Zanuck                             |
| 2007 | Across the Universe                                                                 | Julie Taymor                    | Charles Newirth, Jennifer Todd, & Suzanne Todd                                                  |
| 2007 | Charlie Wilson's War                                                                | Mike Nichols                    | Tom Hanks                                                                                       |
| 2007 | Hairspray                                                                           | Adam Shankman                   | Toby Emmerich, Neil Meron, Marc Shaiman, Adam Shankman, Bob Shaye, Scott Wittman, & Craig Zadan |
| 2007 | Juno                                                                                | Jason Reitman                   | Lianne Halfon, John Malkovich, Mason Novick, & Russell Smith                                    |
| 2008 | Vicky Cristina Barcelona                                                            | Woody Allen                     | Letty Aronson, Jaume Roures, Stephen Tenenbaum, & Gareth Wiley                                  |
| 2008 | Burn After Reading                                                                  | Ethan Coen & Joel Coen          | Ethan Coen & Joel Coen                                                                          |
| 2008 | Happy-Go-Lucky                                                                      | Mike Leigh                      | Simon Channing-Williams                                                                         |
| 2008 | In Bruges                                                                           | Martin McDonagh                 | Graham Broadbent & Peter Czernin                                                                |
| 2008 | Mamma Mia!                                                                          | Phyllida Lloyd                  | Benny Andersson, Judy Craymer, Tom Hanks, Phyllida Lloyd, Björn Ulvaeus, & Rita Wilson          |
| 2009 | The Hangover                                                                        | Todd Phillips                   | Daniel Goldberg & Todd Phillips                                                                 |
| 2009 | (500) Days of Summer                                                                | Marc Webb                       | Mason Novick, Jessica Tuchinsky, Mark Waters, & Steven J. Wolfe                                 |
| 2009 | It's Complicated                                                                    | Nancy Meyers                    | Nancy Meyers & Scott Rudin                                                                      |
| 2009 | Julie & Julia                                                                       | Nora Ephron                     | Nora Ephron, Laurence Mark, Amy Robinson, & Eric Steel                                          |
| 2009 | Nine                                                                                | Rob Marshall                    | John DeLuca, Rob Marshall, Marc Platt, Harvey Weinstein, & Maury Yeston                         |

## 2010s
| Ano  | Filme                                           | Diretor                          | Produtor |
| ---- | ----------------------------------------------- | -------------------------------- | --- |
| 2010 | The Kids Are All Right                          | Lisa Cholodenko                  | Jeff Levy-Hinte, Gary Gilbert, Jordan Horowitz, Celine Rattray, Daniela Taplin Lundberg & Philippe Hellmann         |
| 2010 | Alice in Wonderland                             | Tim Burton                       | Richard D. Zanuck, Joe Roth, Suzanne Todd e Jennifer Todd                                                           |
| 2010 | Burlesque                                       | Steven Antin                     | Donald De Line |
| 2010 | RED                                             | Robert Schwentke                 | Lorenzo di Bonaventura & Mark Vahradian                                                                             |
| 2010 | The Tourist                                     | Florian Henckel von Donnersmarck | Graham King, Tim Headington, Roger Birnbaum, Gary Barber e Jonathan Glickman                                        |
| 2011 | The Artist                                      | Michel Hazanavicius              | Thomas Langmann |
| 2011 | 50/50                                           | Jonathan Levine                  | Evan Goldberg, Ben Karlin, Seth Rogen                                                                               |
| 2011 | Bridesmaids                                     | Paul Feig                        | Judd Apatow, Barry Mendel, Clayton Townsend                                                                         |
| 2011 | Midnight in Paris                               | Woody Allen                      | Letty Aronson, Jaume Roures, Stephen Tenenbaum                                                                      |
| 2011 | My Week with Marilyn                            | Simon Curtis                     | David Parfitt, Harvey Weinstein                                                                                     |
| 2012 | Les Misérables                                  | Tom Hooper                       | Tim Bevan, Eric Fellner, Debra Hayward, Cameron Mackintosh                                                          |
| 2012 | The Best Exotic Marigold Hotel                  | John Madden                      | Graham Broadbent & Peter Czernin                                                                                    |
| 2012 | Moonrise Kingdom                                | Wes Anderson                     | Tim Dawson, Scott Rudin, Wes Anderson, Steven M. Rales                                                              |
| 2012 | Salmon Fishing in the Yemen                     | Lasse Hallström                  | Paul Webster |
| 2012 | Silver Linings Playbook                         | David O. Russell                 | Bruce Cohen, Donna Gigliotti                                                                                        |
| 2011 | American Hustle                                 | David O. Russell                 | Thomas Langmann |
| 2011 | Her                                             | Spike Jonze                      | Megan Ellison, Spike Jonze, Vincent Landay                                                                          |
| 2011 | Inside Llewyn Davis                             | Joel e Ethan Coen                | Joel & Ethan Coen                                                                                                   |
| 2011 | Nebraska                                        | Alexander Payne                  | Albert Berger, Ron Yerxa                                                                                            |
| 2011 | The Wolf of Wall Street                         | Martin Scorsese                  | Martin Scorsese, Leonardo DiCaprio, Riza Aziz, Joey McFarland, Emma Tillinger Koskoff                               |
| 2014 | The Grand Budapest Hotel                        | Wes Anderson                     | Wes Anderson, Jeremy Dawson, Steven M. Rales, & Scott Rudin                                                         |
| 2014 | Birdman or (The Unexpected Virtue of Ignorance) | Alejandro González Iñárritu      | Alejandro González Iñárritu, John Lesher, Arnon Milchan e James W. Skotchdopole                                     |
| 2014 | Into the Woods                                  | Rob Marshall                     | Rob Marshall, John DeLuca, Marc Platt e Callum McDougall                                                            |
| 2014 | Pride                                           | Matthew Warchus                  | David Livingstone                                                                                                   |
| 2014 | St. Vincent                                     | Theodore Melfi                   | Fred Roos, Jenno Topping, Peter Chernin, Theodore Melfi                                                             |
| 2015 | The Martian                                     | Ridley Scott                     | Ridley Scott, Mark Huffam, Simon Kinberg, Michael Schaefer                                                          |
| 2015 | The Big Short                                   | Adam McKay                       | Dede Gardner, Jeremy Kleiner, Anton Milchan, Brad Pitt                                                              |
| 2015 | Joy                                             | David O. Russell                 | John Davis, Megan Ellison, Jonathan Gordon, Ken Mok, David O. Russell                                               |
| 2015 | Spy                                             | Paul Feig                        | Paul Feig, Jessie Henderson, Peter Chernin, Jenno Topping                                                           |
| 2015 | Trainwreck                                      | Judd Apatow                      | Judd Apatow, Barry Mendel                                                                                           |
| 2016 | La La Land ‡                                    | Damien Chazelle                  | Fred Berger, Gary Gilbert, Jordan Horowitz, Marc Platt                                                              |
| 2016 | 20th Century Women                              | Mike Mills                       | Anne Carey, Megan Ellison, Youree Henley                                                                            |
| 2016 | Deadpool                                        | Tim Miller                       | Simon Kinberg, Ryan Reynolds, Lauren Shuler Donner                                                                  |
| 2016 | Florence Foster Jenkins                         | Stephen Frears                   | Michael Kuhn, Tracey Seaward                                                                                        |
| 2016 | Sing Street                                     | John Carney                      | Anthony Bregman, John Carney, Kevin Scott Frakes, Christian Grass, Martina Niland, Raj Brinder Singh, Paul Trijbits |
| 2017 | Lady Bird ‡                                     | Greta Gerwig                     | Scott Rudin, Evelyn O'Neil, Eli Bush                                                                                |
| 2017 | The Disaster Artist                             | James Franco                     | James Franco, Vince Jolivette, Seth Rogen, Evan Goldberg, James Weaver                                              |
| 2017 | Get Out                                         | Jordan Peele                     | Jordan Peele, Jason Blum, Sean McKittrick, Edward H. Hamm Jr.                                                       |
| 2017 | The Greatest Showman                            | Michael Gracey                   | Laurence Mark, Peter Chernin, Jenno Topping                                                                         |
| 2017 | I, Tonya                                        | Craig Gillespie                  | Margot Robbie, Tom Ackerley, Steven Rogers, Bryan Unkeless                                                          |
| 2018 | Green Book                                      | Peter Farrelly                   | Jim Burke, Charles B. Wessler, Brian Hayes Currie, Peter Farelly, Nick Vallelonga                                   |
| 2018 | The Favourite                                   | Yorgos Lanthimos                 | Ceci Dempsey, Ed Guiney, Lee Magiday e Yorgos Lanthimos                                                             |
| 2018 | Mary Poppins Returns                            | Rob Marshall                     | Rob Marshall, John DeLuca e Marc Platt                                                                              |
| 2018 | Crazy Rich Asians                               | Jon M. Chu                       | Nina Jacobson, Brad Simpson e John Penotti                                                                          |
| 2018 | Vice                                            | Adam McKay                       | Brad Pitt, Dede Garner, Jeremy Kleiner, Megan Ellison, Kevin J. Messick, Will Ferrell e Adam McKay                  |
| 2019 | Once Upon a Time in Hollywood                   | Quentin Tarantino                | David Heyman, Shannon McIntosh e Quentin Tarantino                                                                  |
| 2019 | Dolemite Is My Name                             | Craig Brewer                     | Eddie Murphy, John Davis e John Fox                                                                                 |
| 2019 | Knives Out                                      | Rian Johnson                     | Ram Bergman e Rian Johnson                                                                                          |
| 2019 | Rocketman                                       | Dexter Fletcher                  | Adam Bohling, David Furnish, David Reid e Matthew Vaughn                                                            |
| 2019 | Jojo Rabbit                                     | Taika Waititi                    | Carthew Neal, Taika Waititi e Chelsea Winstanley                                                                    |

## 2020s
| Ano  | Filme                             | Diretor                        | Produtor |
| ---- | --------------------------------- | ------------------------------ | --- |
| 2020 | Borat Subsequent Moviefilm        | Jason Woliner                  | Sacha Baron Cohen, Monica Levinson e Anthony Hines                                                                                    |
| 2020 | Hamilton                          | Thomas Kail                    | Thomas Kail, Lin-Manuel Miranda e Jeffrey Seller                                                                                      |
| 2020 | Music                             | Sia                            | Sia e Vincent Landay |
| 2020 | Palm Springs                      | Max Barbakow                   | Chris Parker, Andy Samberg, Akiva Schaffer, Dylan Sellers, Becky Sloviter e Jorma Taccone                                             |
| 2020 | The Prom                          | Ryan Murphy                    | Ryan Murphy, Alexis Martin Woodall, Adam Anders, Dori Berenstein e Bill Damaschke                                                     |
| 2021 | West Side Story                   | Steven Spielberg               | Steven Spielberg, Kristie Macosko Krieger e Kevin McCollum                                                                            |
| 2021 | Cyrano                            | Joe Wright                     | Tim Bevan, Eric Fellner e Guy Heeley                                                                                                  |
| 2021 | Don't Look Up                     | Adam McKay                     | Adam McKay e Kevin J. Messick |
| 2021 | Licorice Pizza                    | Paul Thomas Anderson           | Sara Murphy, Adam Somner e Paul Thomas Anderson                                                                                       |
| 2021 | Tick, Tick... Boom!               | Lin-Manuel Miranda             | Brian Grazer, Ron Howard, Julie Oh e Lin-Manuel Miranda                                                                               |
| 2022 | The Banshees of Inisherin         | Martin McDonagh                | Martin McDonagh, Peter Czernin e Graham Broadbent                                                                                     |
| 2022 | Babylon                           | Damien Chazelle                | Marc Platt, Matthew Plouffe e Olivia Hamilton                                                                                         |
| 2022 | Everything Everywhere All at Once | Daniel Kwan e Daniel Scheinert | Anthony Russo, Joe Russo, Mike Larocca, Daniel Kwan, Daniel Scheinert e Jonathan Wang                                                 |
| 2022 | Glass Onion: A Knives Out Mystery | Rian Johnson                   | Ram Bergman e Rian Johnson |
| 2022 | Triangle of Sadness               | Ruben Östlund                  | Erik Hemmendorff e Philippe Bober |
| 2023 | Poor Things                       | Yorgos Lanthimos               | Ed Guiney, Yorgos Lanthimos, Andrew Lowe e Emma Stone                                                                                 |
| 2023 | Air                               | Ben Affleck                    | David Ellison, Jesse Sisgold, Jon Weinbach, Ben Affleck, Matt Damon, Madison Ainley, Jeff Robinov, Peter Guber e Jason Michael Berman |
| 2023 | Barbie                            | Greta Gerwig                   | Margot Robbie, Robbie Brenner, Tom Ackerley e David Heyman                                                                            |
| 2023 | The Holdovers                     | Alexander Payne                | Mark Johnson, Bill Block e David Hemingson                                                                                            |
| 2023 | May December                      | Todd Haynes                    | Natalie Portman, Sophie Mas, Christine Vachon, Pamela Koffler, Grant S. Johnson, Tyler W. Konney, Jessica Elbaum e Will Ferrell       |
| 2023 | American Fiction                  | Cord Jefferson                 | Ben LeClair, Nikos Karamigios, Cord Jefferson e Jermaine Johnson                                                                      |
| 2024 | Emilia Pérez                      | Jacques Audiard                | Jacques Audiard, Pascal Caucheteux, Valérie Schermann e Anthony Vaccarello                                                            |
| 2024 | Wicked                            | Jon M. Chu                     | Marc Platt e David Stone |
| 2024 | Anora                             | Sean Baker                     | Alex Coco, Samantha Quan e Sean Baker                                                                                                 |
| 2024 | The Substance                     | Coralie Fargeat                | Mark Johnson, Tim Bevan e Eric Fellner                                                                                                |
| 2024 | A Real Pain                       | Jesse Eisenberg                | Ewa Peszczyńska, Jennifer Semler, Jesse Eisenberg, Emma Stone, Ali Herting e Dave McCary                                              |
| 2024 | Challengers                       | Luca Guadagnino                | Amy Pascal, Luca Guadagnino, Zendaya e Rachel O'Connor                                                                                |